# Frank Oppenheimer
Pour les articles homonymes, voir Oppenheimer.
Frank Oppenheimer, né le 14 août 1912 à New York et mort le 3 février 1985 à Sausalito (Californie), est un physicien américain qui a participé au projet Manhattan. Victime du maccarthysme dans les années 1950, il a par la suite fondé l'Exploratorium à San Francisco. Il est le frère cadet de Robert Oppenheimer, le « père de la bombe atomique ».

## Biographie
Né huit ans après son frère aîné Robert, Frank Friedman Oppenheimer est constamment dans l'ombre de son brillant aîné. Il suit toutefois les encouragements de son frère et devient aussi physicien. Après avoir été diplômé de l'université Johns-Hopkins en 1933, il étudie une année et demie au laboratoire Cavendish de l'université de Cambridge, au Royaume-Uni. En 1935 il travaille au développement des compteurs de particules nucléaires à Florence en Italie.
Alors qu'il termine son doctorat au California Institute of Technology, il se fiance à Jaquenette Quann, une étudiante en économie de l'université de Californie à Berkeley, alors engagée dans les Jeunesses communistes. Malgré l'opposition de Robert, Frank et Jackie se marient en 1936, et peu de temps après tous deux rejoignent le Parti communiste USA (CPUSA), toujours contre l'avis de Robert.
Pendant la Seconde Guerre mondiale, son frère Robert est nommé directeur scientifique du Projet Manhattan, entreprise des Alliés pour produire la première bombe atomique. De 1941 à 1945, Frank travaille au Laboratoire national Lawrence-Berkeley sur le problème de la séparation de l'isotope de l'uranium, sous la direction d'Ernest Lawrence. En 1945, il est envoyé dans le Tennessee au laboratoire national d'Oak Ridge, et plus tard dans l'année au laboratoire national de Los Alamos, que dirige son frère. Il y supervise la sécurité des premiers tests de bombes atomiques sur le site Trinity.
Après la guerre, Frank retourne à Berkeley, travaillant avec Luis Alvarez et Wolfgang Panofsky (en) pour développer un accélérateur linéaire de protons. En 1947, il est nommé professeur assistant de physique à l'université du Minnesota.
Le 12 juillet 1947, le Washington Times Herald (en) rapporte que Frank Oppenheimer a été membre du CPUSA durant les années 1937 à 1939, ce que nie le physicien.
En juin 1949, pendant une investigation plus large sur des soupçons de divulgations de secrets atomiques pendant la guerre, il est amené à témoigner devant le House Un-American Activities Committee (« Comité des activités antiaméricaines ») du Congrès des États-Unis. Il déclare que lui et son épouse ont été membres du CPUSA pendant trois ans et demi.
Par la suite, il ajoute qu'il a rejoint le CPUSA à un moment où ils pensaient y trouver une réponse au chômage de masse que connaissaient alors les États-Unis à la fin de la Grande Dépression. Il refuse cependant de nommer d'autres membres du CPUSA. Les médias couvrent cette affaire en mentionnant régulièrement qu'il est le frère de Robert Oppenheimer. Frank démissionne de son poste à l'université du Minnesota.
Étiqueté comme communiste, Frank ne trouve plus de travail comme physicien. Plus tard, il apprend que le FBI a envoyé des lettres menaçantes à tous ceux chez qui il a postulé. De surcroît, le gouvernement américain refuse de lui établir un passeport, ce qui lui interdit donc d'exercer comme physicien à l'étranger. Frank et Jackie vendent un des tableaux de Vincent van Gogh hérités du père de Frank et achètent un terrain dans l'État du Colorado pour mener une vie d'éleveurs.
En 1957, Frank est autorisé à enseigner la physique dans un lycée local. Durant ces deux années, on lui propose un poste d'enseignant à l'université du Colorado pour enseigner la physique. C'est là-bas qu'il développe un intérêt pour les améliorations dans l'éducation de la science.
En 1965, Frank Oppenheimer gagne une bourse Guggenheim pour étudier l'histoire de la physique et conduire des recherches à l'University College de Londres, où il observe pour la première fois des musées scientifiques européens. Il consacre les années suivantes à créer une ressource similaire aux États-Unis.
Quatre ans plus tard ouvre l'Exploratorium de San Francisco, dont la philosophie est que la science doit être ludique et pour des personnes de tous âges.
Jusqu'à sa mort en 1985 à son domicile de Sausalito, Frank Oppenheimer dirige le musée et s'implique dans presque chaque aspect de son fonctionnement.